# Peso kubańskie
Peso kubańskie - dawniej jedna z dwóch walut używanych na Kubie, obecnie, po likwidacji pesa kubańskiego wymienalnego jedyna oficjalna waluta w kraju. 1 peso = 100 centavos. Drugą walutą na Kubie było dawniej peso kubańskie wymienialne.
W obiegu znajdują się:
- monety o nominałach 1, 2, 5, 10 i 20 centavos oraz 1 i 3 pesos,
- banknoty o nominałach 1, 3, 5, 10, 20, 50, 100, 200, 500 i 1000 pesos.